# طريق إم 1 (سوريا)
طريق إم 1 طريق سريع للمركبات في غرب سوريا. يبدأ الطريق من اللاذقية على الساحل شمال غرب سوريا غربًا وصولا إلى حمص وسط البلاد حيث يلتقي بطريق إم 5 الواصل بين حلب ودمشق.
للطريق أهمية اقتصادية ولوجستية كبرى حيث يربط موانئ الساحل السوري بالعاصمة دمشق.